# District du Godavari oriental
Le district du Godavari oriental (télougou : తూర్పు గోదావరి జిల్లా) est un district situé dans le Nord-Est de l'état de l'Andhra Pradesh. 

## Géographie
Son chef-lieu est Kakinada, ville située à 564 km de Hyderabad, la capitale de l'État.
Au recensement de 2011, sa population était de 5 154 296 habitants pour une superficie de 10 807 km2.

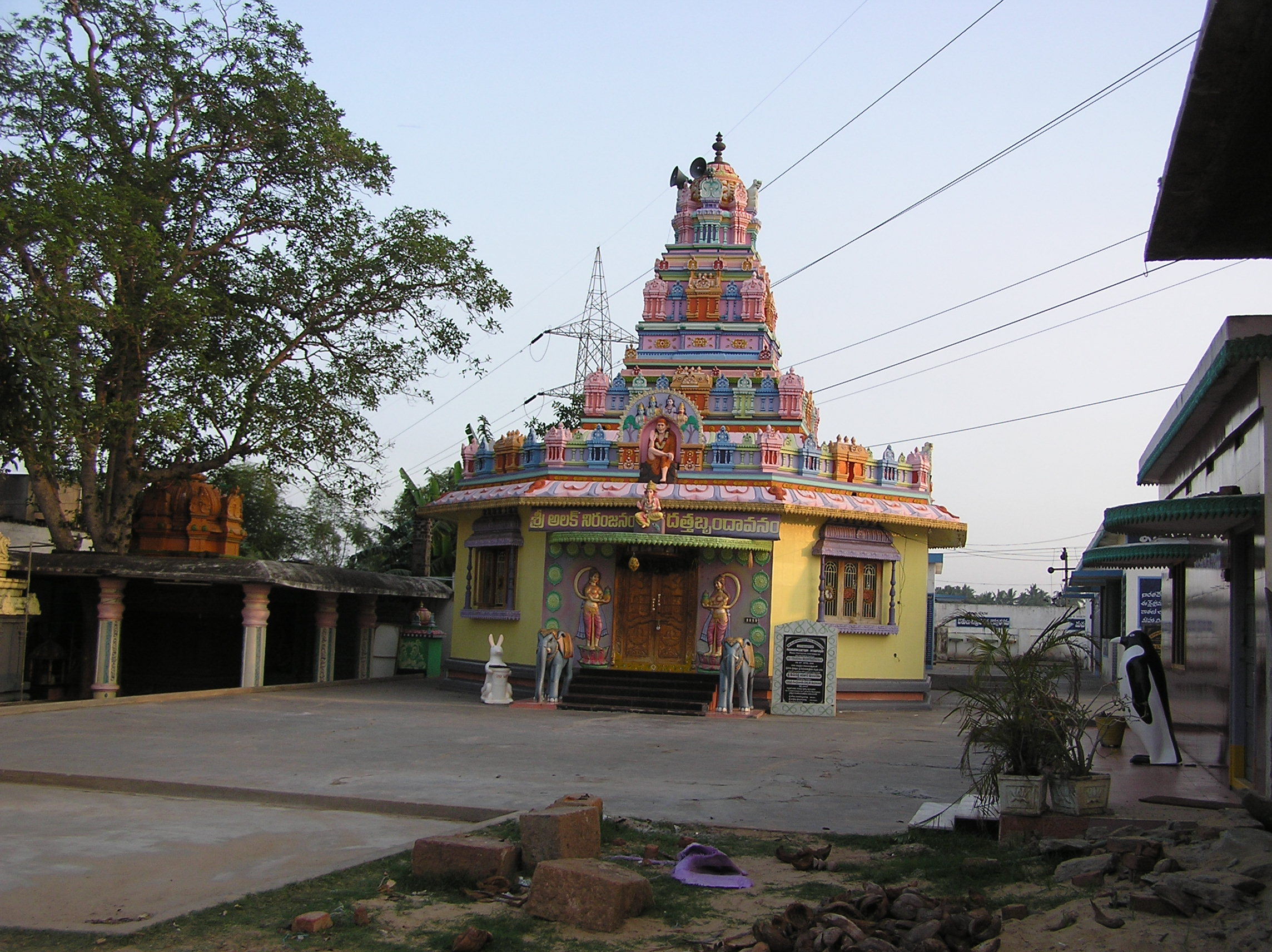
Le temple du Swamy Kukkuteswara à Annavaram.

Il est divisé en 59 Tehsil.